# 饶瑙
饶瑙，是匈牙利南部巴奇-基什孔州所辖的一个村，总面积87.94平方公里，总人口875，人口密度10人/平方公里（2002年）。地理坐标为46° 25′ 0″ N 19° 41′ 0″ E。